# باغ گیاه‌شناسی پنانگ
باغ گیاه‌شناسی پنانگ  به علت نزدیکی به آبشارهای پله‌کانی به نام «باغ آبشار» معروف است، یک باغ گیاه‌شناسی است که در جالان ایر ترجون (جاده آبشار) در جرج تاون، پنانگ، مالزی واقع شده است.
باغ اصلی که در سال ۱۸۸۴ در محل معدن قدیمی، تحت نظارت چارلز کرتیس، اولین سرپرست باغ تأسیس شده بود، باعث گردید تا این باغ به یکی از قدیمی‌ترین باغ گیاه‌شناسی ایجاد شده توسط بریتانیا در یکی از مستعمرات تبدیل شود.
باغ گیاه‌شناسی پنانگ بخشی از ذخیره‌گاه زیست‌کره پنانگ هیل است که توسط یونسکو در شبکه جهانی ذخیره‌گاه زیست‌کره (WNBR) به عنوان سومین ذخیره‌گاه زیست‌کره مالزی قرار گرفته است.

## پیشینه
قبل از تأسیس باغ کنونی، پیشتر دو باغ گیاه‌شناسی در جزیره پنانگ وجود داشت.
باغ ادویه (۱۸۰۶–۱۷۹۴)

باغ گیاه‌شناسی پنانگ، حدود سال ۱۹۱۰

تأسیس جرج تاون در جزیره پنانگ در اوت ۱۷۸۶ شروع شد: منطقه مسکونی جدید، باعث افزایش توانایی کمپانی هند شرقی، برای ایجاد راهبردی بر مبنای رقابت با تجارت ادویه و برتری دریایی هلند در تنگه ملاکا گردید.
در سال ۱۹۷۴، شخصی به نام کریستوفر اسمیت، از طرف کمپانی به عنوان متخصص گیاه‌شناسی برای مدیریت باغهای ادویه در جزیره پنانگ تعیین گردید. اسمیت که از ابتدا در باغ‌های کیو آموزش دیده بود، کشتزاری کوچک به اندازه «۲۰ ارلانگ» [۱۰٫۵ هکتار] در اواسط وادی ایر ایتام و یک کشتزار بزرگتر به اندازه «۳۰۰ ارلانگ» [۱۵۸ هکتار] در سونگای کلانگ ایجاد نمود. موقعیت دقیق هر دو باغ مشخص نیست.
در سال ۱۹۷۶، اسمیت به جزایر ملوک رفت تا به عنوان مدیر باغ‌های گیاه‌شناسی انجام وظیفه نموده و نمونه‌هایی از جوز هندی و میخک صدپر را برای کاشت در باغ‌های پنانگ جمع‌آوری نماید. در سال ۱۸۰۰، تعداد ۱٬۳۰۰ گیاه در دو باغ پنانگ وجود داشت، برخلاف سونگای کلانگ کنونی که به‌طور عمده، گیاه  فلفل پرورش می‌دهد. در آن سال، یک محموله افزون بر ۱٬۵۰۰ درخت جوز هندی و ۱۵٬۰۰۰ میخک صد پر به همراه لامی‌ها و نخل سیاه‌رشته از جزیره آمبون وارد گردید. ابعاد این محموله منجر به تعریض باغ‌های ایر ایتام و زمین‌های مسکونی گردید، در نتیجه، فرماندار لیث به اسمیت دستور داد برای رسیدگی به پروژه بازگشته و گردآوردی نمونه‌های بیشتری از گیاهان را متوقف کند. در سال ۱۸۰۲، اسمیت گزارش داده بود که تحت نظارت وی ۱۹٬۰۰۰ درخت جوز هندی و ۶٬۲۵۰ میخک صد پر وجود داشت. در سال مالی ۱۸۰۵–۱۸۰۴، باغ‌ها از ۸۰ کولی بهره برده و بودجه عملیاتی آن ۱۱٬۹۰۹ دلار بود.
کاپیتان جیمز لاو (دست نوشته در سال ۱۸۳۶) باغ را در این دوره اینگونه توصیف کرده است: «مساحتی بالغ بر یکصدو سی جریب فرنگی را دربرگرفته است، روی سراشیبی که در حاشیه پایین تپه نزدیک امی میلز قرار گرفته است، در مکانی رؤیایی که توسط نهری که اکنون آیرپوتیه نامیده می‌شود به خوبی آبیاری می‌شود. این کشتزار بزرگ، که از برخی جنبه‌ها یک خزانه نهالستان محض قلمداد می‌شود، در این سال [۱۸۰۲] دارای ۱۹٬۶۲۸ نهال جوز هندی، با سن‌های مختلف یک تا چهارساله، است. هم چنین دارای ۶٬۲۵۹ درخت میخک صد پر می‌باشد، که از این تعداد ۶۶۹ عدد از آنها دارای سنی بین شش تا هفت سال می‌باشند.»
بعد از تمام این سفرها، اسمیت در سال ۱۸۰۵، به همراه ۷۱٬۲۶۶ عدد جوز هندی و ۵۵٬۲۶۳ عدد نهال میخک صدپر، به اضافه نمونه‌هایی از پیلی و نخل سیاه‌رشته به جرج تاون بازگشت.

## آبشار
آبشار و مخزن آب تحت مایملک خصوصی هستند، اگر چه می‌توان با اجازه قبلی از اداره آب پنانگ از آنها بازدید نمود. نهاد طرفداران باغ گیاه‌شناسی پنانگ که یک تشکیلات غیردولتی است، بازدید ماهانه از آبشار را برنامه‌ریزی می‌کند. آبشار پنانگ در دههٔ ۱۹۶۰، به عنوان یک اقدام احتیاط آمیز هنگام تقابل مالزی تازه استقلال یافته و اندونزی، به روی عموم بسته شد.